# U60311

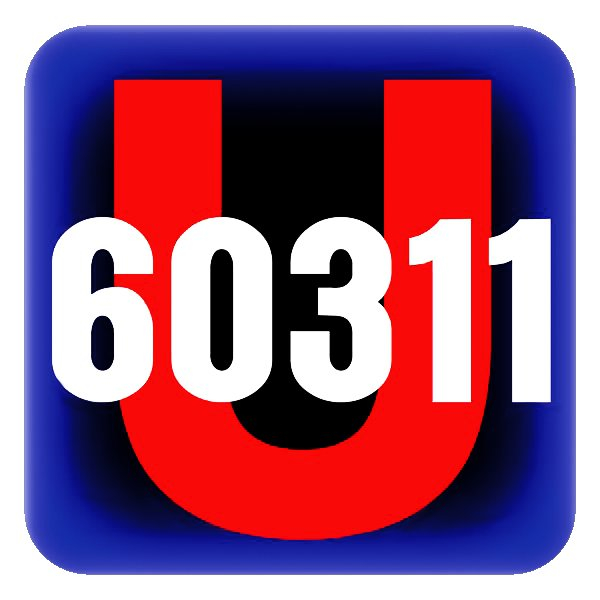
Logo des U60311

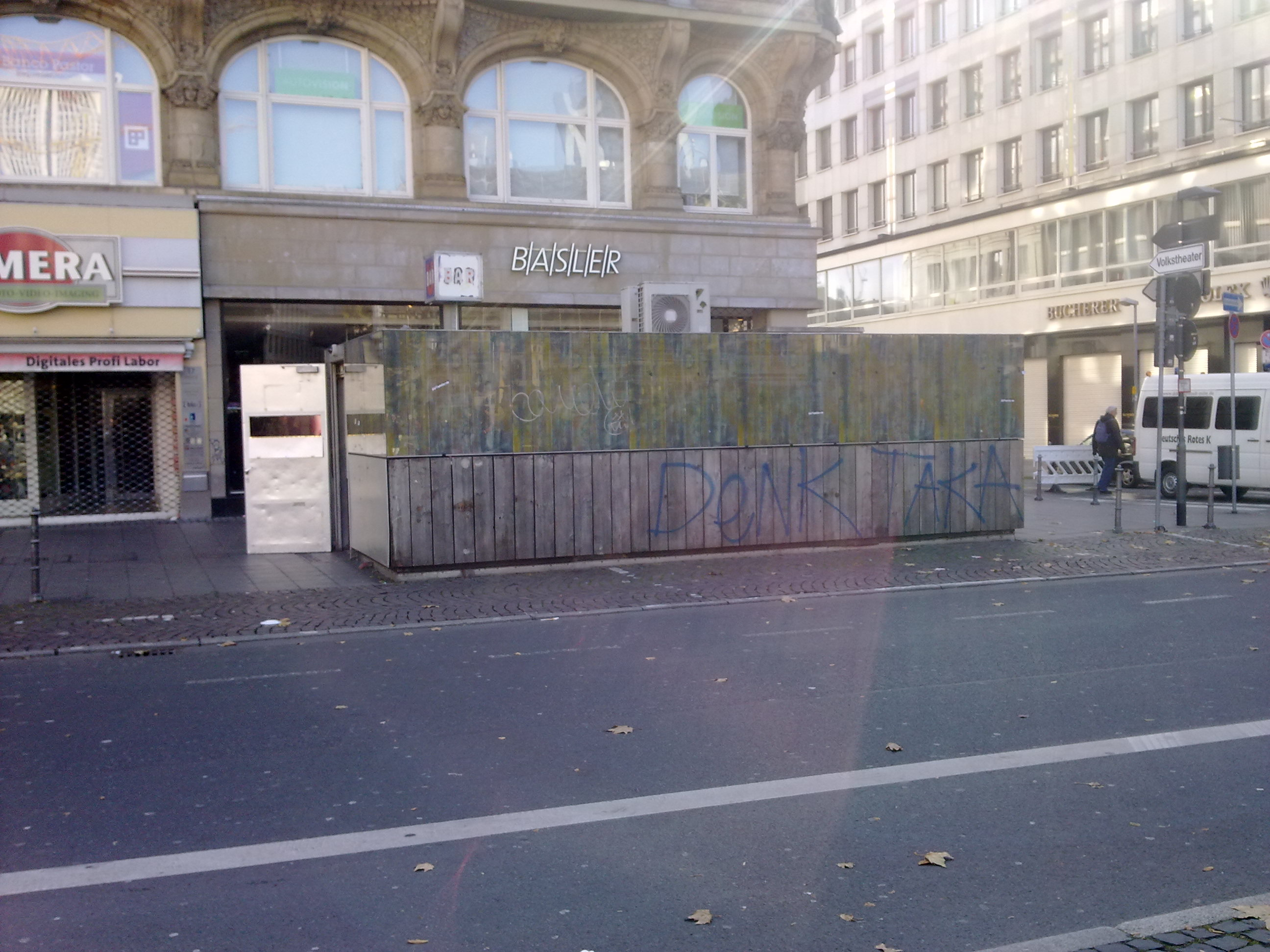
Ehemaliger Eingang zur U-Bar am Roßmarkt

Das U60311 (U für Untergrund, 60311 für die Postleitzahl der Frankfurter Innenstadt) war ein Techno-Club in Frankfurt am Main. Der Club wurde von den Lesern der Musikzeitschriften Groove und Raveline wiederholt zum Club des Jahres gewählt.

## Geschichte
Die Diskothek befand sich unter dem Roßmarkt und wurde dort im Jahr 1998 in eine ehemalige Fußgängerunterführung integriert. Die Architektur wurde von den Architekten Bernd Mey und Christian Pantzer entworfen. Die Architektur erhielt mehrere Auszeichnungen und Preise.
Nach der Schließung der Frankfurter Diskothek Omen im Jahr 1998 wurde das U60311 zu einem der wichtigsten Techno-Clubs im Rhein-Main-Gebiet.
Im Zuge von Ermittlungen wegen des Verdachtes des Handels und Konsums von Betäubungsmitteln wurde im Mai 2002 eine Razzia im U60311 durchgeführt, bei der mehrere Personen vorläufig festgenommen wurden. Nach der Durchsuchung wurde der Club von der Polizei geschlossen, was zu einer Blockade des Roßmarktes durch mehrere hundert verärgerte Gäste führte. Unter Mithilfe von Sven Väth konnte die Polizei die Blockade auflösen.
Im Jahr 2006 kam es zu größeren Umbaumaßnahmen, wobei auch die Website des Clubs überarbeitet wurde.
2009 organisierte der Club U60311 die Veranstaltung Hafentunnel, an der rund 30.000 Besucher teilnahmen.
2010 belegte der Club laut DJ Mag den Platz 88 der besten Clubs der Welt.
2011 versuchte der Resident-DJ Oliver Anderson einen Weltrekord im Marathon-Auflegen im U60311 aufzustellen. Der Rekordversuch wurde aber nach 118 Stunden aus gesundheitlichen Gründen abgebrochen.
Im April 2011 prügelten und traten in der Diskothek mehrere Türsteher des Clubs einen britischen Gast zu Tode; das schwerverletzte Opfer legten sie vor der Eingangstür ab, ohne Hilfe zu leisten; der Mann erlag zwei Tage später im Krankenhaus seinen Verletzungen. Der Betreiber setzte den Betrieb der Diskothek zwei Tage nach der Tat fort und wechselte lediglich den Sicherheitsdienst. Die Türsteher wurden wegen Totschlags zu langen Haftstrafen verurteilt. Der Bundesgerichtshof hob das Urteil später auf, und das Landgericht verurteilte die Täter lediglich wegen Körperverletzung mit Todesfolge.
Nach diversen Gesprächen zwischen dem Betreiber und der Stadt Frankfurt als Vermieter der Immobilie wurde am 3. April 2012 beschlossen, dass der Technoclub zum 30. Juni 2012 endgültig geschlossen werden sollte. Zudem sollten die beiden oberirdischen Zugänge zurückgebaut werden, um die Umgebung zu verschönern. Die Closing-Party des Clubs begann am 30. Juni 2012, unter dem Motto Rien Ne Va Plus und endete am Abend des 3. Juli 2012 um kurz vor 21:00 Uhr. Einen Monat danach gab der Insolvenzverwalter jedoch überraschend bekannt, dass der Club am 15. August erneut öffnen soll.
Dem im November 2012 stattgefundenen Betreiberwechsel hat das Liegenschaftsamt nicht zugestimmt und der Club wurde im Januar 2013 unter Zwangsverwaltung gestellt.

## Compilations
Seit 2001 erschienen mehrere Compilations als Doppel-CDs beim Plattenlabel V2 Records:
- 2001: Chris Liebing – U60311 Compilation Techno Division Vol. 1
- 2002: Karotte – U60311 Compilation House Division Vol. 1
- 2002: DJ Rush – U60311 Compilation Techno Division Vol. 2
- 2003: Tobi Neumann – U60311 Compilation House Division Vol. 2
- 2003: Carl Cox – U60311 Compilation Techno Division Vol. 3
- 2004: Kid Alex – U60311 Compilation House Division Vol. 3
- 2004: Chris Liebing – U60311 Compilation Techno Division Vol. 4
- 2005: Gayle San – U60311 Compilation Techno Division Vol. 5
- 2005: Lexy & K-Paul – U60311 Compilation
- 2007: Felix Kröcher & DJ Rush – U60311 Compilation Techno Division Vol. 6